# Canton de Remich
Le canton de Remich est un canton luxembourgeois situé dans le Sud-Est du Luxembourg à la frontière avec l'Allemagne et la France. Son chef-lieu est Remich.

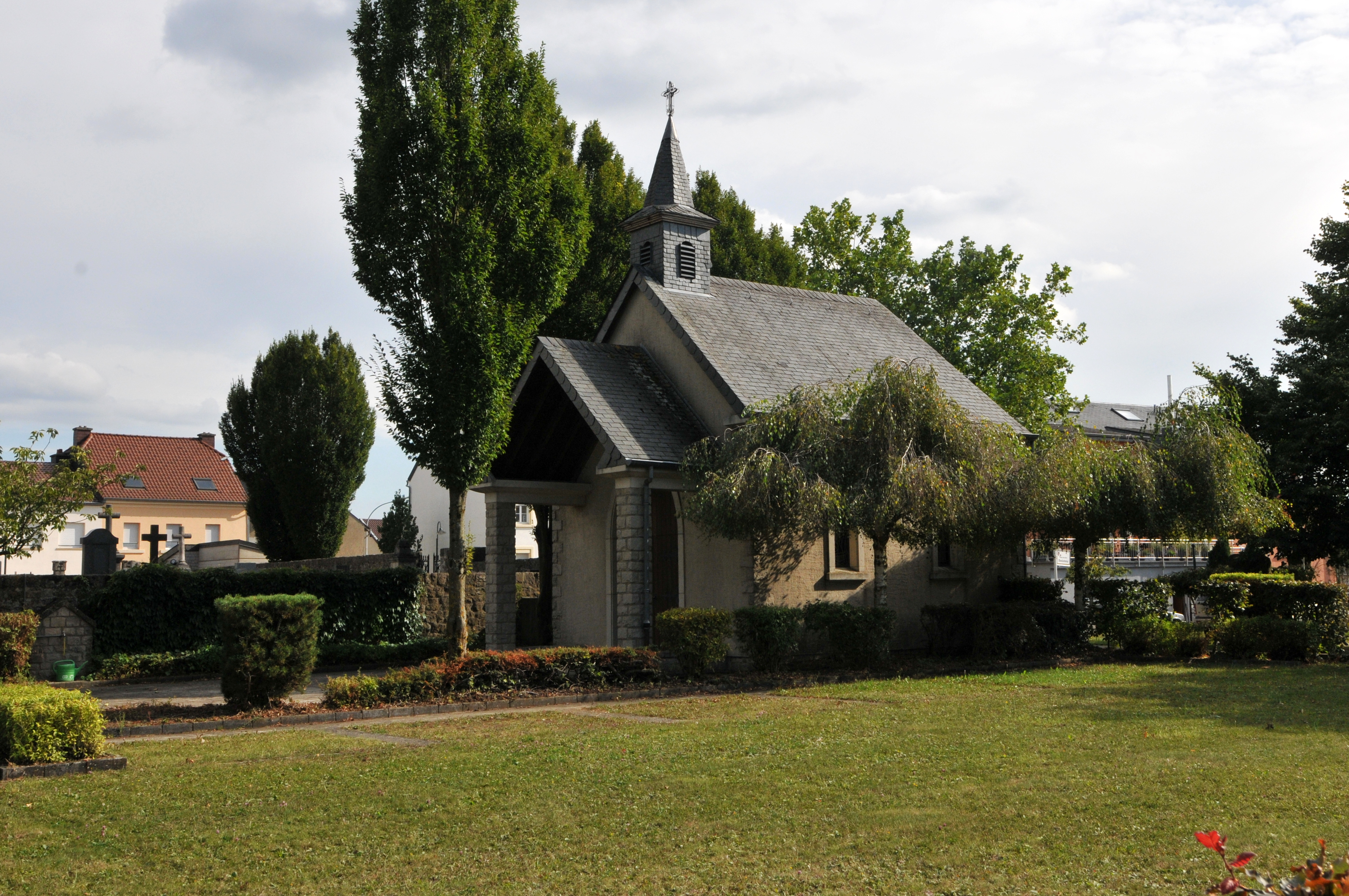
La chapelle du cimetière d'Elveng

## Histoire
Le 15 ventôse an X (6 mars 1802), le département des Forêts fut divisé en vingt-huit cantons, portant le nom de leur chef-lieu. Le canton de Remich comprend alors les communes de Besch, Borrig, Bous, Burmerange, Dalheim, Manderen, Mondorf-les-Bains, Nennig, Remerschen, Remich, Stadtbredimus, Waldbredimus et Wellenstein.
Au 1er janvier 2012, les communes de Burmerange et Wellenstein sont dissoutes lors de la fusion avec la commune de Schengen.
Jusqu'à la suppression des districts en 2015, le canton faisait partie du district de Grevenmacher.

## Communes
Le canton est constitué de 8 communes :
| Commune            | Superficie | Population | Densité (en hab./km²) |
| ------------------ | ---------- | ---------- | --------------------- |
| Bous-Waldbredimus  | +0028,     | +003 270,  | 116,8                 |
| Dalheim            | +0018,98   | +002 388,  | 125,8                 |
| Lenningen          | +0020,35   | +002 145,  | 105,4                 |
| Mondorf-les-Bains  | +0013,66   | +005 432,  | 397,7                 |
| Remich (chef-lieu) | +0005,29   | +004 149,  | 784,3                 |
| Schengen           | +0031,42   | +005 215,  | 166                   |
| Stadtbredimus      | +0010,17   | +002 009,  | 197,5                 |

## Entités limitrophes
Le canton est délimité au sud par la frontière française qui le sépare des cantons de Cattenom et Sierck-les-Bains situés dans l’arrondissement de Thionville en Moselle et région Grand Est.
Il est délimité à l’est par la frontière allemande et la Moselle qui le séparent de deux communes :
- vers le sud : Perl, située dans l’arrondissement de Merzig-Wadern dans la Sarre ;
- vers le nord : Palzem, située dans l’arrondissement de Trèves-Sarrebourg en Rhénanie-Palatinat.

Le tripoint Allemagne-France-Luxembourg se trouve donc dans le canton de Remich, plus précisément dans la commune de Schengen.

## Politique et administration

### Liste des députés
De 1841 à 1919, le canton formait une circonscription électorale dans le cadre des élections législatives.

#### Chambre des députés(depuis 1919)
Depuis 1919, le canton n'est plus utilisé comme circonscription électorale et fait dès lors partie de la circonscription Est.

## Population et société

### Démographie
L'évolution du nombre d'habitants est connue à travers les recensements de la population effectués dans le pays depuis 1821. Les recensements décennaux de la population permettent de caler les chiffres sur la composition de la population par sexe, âge, nationalité et commune de résidence. Entre deux recensements, la population au 1er janvier de l’année {\displaystyle x} est évaluée en ajoutant à la population au 1er janvier de l’année {\displaystyle x-1} les soldes naturel (naissances {\displaystyle -} décès) et migratoire (arrivées {\displaystyle -} départs) de l'année. La même méthode est appliquée pour la répartition par âge au 1er janvier et les effectifs totaux par nationalité. Depuis le 24 février 1843, le Luxembourg dénombre 12 cantons.
Au 1er janvier 2024, le canton comptait 24 391 habitants.
| 1851   | 1871   | 1880   | 1890   | 1900   | 1910   | 1922   | 1930   | 1935   |
| ------ | ------ | ------ | ------ | ------ | ------ | ------ | ------ | ------ |
| 14 913 | 13 985 | 13 860 | 12 163 | 12 187 | 11 857 | 11 360 | 11 007 | 11 001 |

| 1947   | 1960   | 1970   | 1978   | 1979   | 1981   | 1983   | 1984   | 1985   |
| ------ | ------ | ------ | ------ | ------ | ------ | ------ | ------ | ------ |
| 10 587 | 10 023 | 10 627 | 11 560 | 11 567 | 11 794 | 11 910 | 11 800 | 12 120 |

| 1986   | 1987   | 1988   | 1989   | 1990   | 1991   | 1992   | 1993   | 1994   |
| ------ | ------ | ------ | ------ | ------ | ------ | ------ | ------ | ------ |
| 12 120 | 12 170 | 12 241 | 12 451 | 12 734 | 12 949 | 13 330 | 13 446 | 13 959 |

| 1995   | 1996   | 1997   | 1998   | 1999   | 2000   | 2001   | 2002   | 2003   |
| ------ | ------ | ------ | ------ | ------ | ------ | ------ | ------ | ------ |
| 14 302 | 14 633 | 14 923 | 15 174 | 15 498 | 16 025 | 16 164 | 16 346 | 16 657 |

| 2004   | 2005   | 2006   | 2007   | 2008   | 2009   | 2010   | 2011   | 2012   |
| ------ | ------ | ------ | ------ | ------ | ------ | ------ | ------ | ------ |
| 17 053 | 17 363 | 17 773 | 18 167 | 18 422 | 18 890 | 19 232 | 19 264 | 19 659 |

| 2013   | 2014   | 2015   | 2016   | 2017   | 2018   | 2019   | 2020   | 2021   |
| ------ | ------ | ------ | ------ | ------ | ------ | ------ | ------ | ------ |
| 19 845 | 20 206 | 20 520 | 20 983 | 21 987 | 22 366 | 22 806 | 23 244 | 23 529 |

| 2022   | 2023   | 2024   | - | - | - | - | - | - |
| ------ | ------ | ------ | - | - | - | - | - | - |
| 23 717 | 24 186 | 24 391 | - | - | - | - | - | - |

Le graphique qui aurait dû être présenté ici ne peut pas être affiché car il utilise l'ancienne extension Graph, désactivée pour des questions de sécurité. Des indications pour créer un nouveau graphique avec la nouvelle extension Chart sont disponibles ici.